# عريب (اسم)
عريب هو اسم علم مذكر من أصل عربي، ومعناه هو اسم مصغر، وهو اسم حي من اليمن وبعضهم خلط بين التصغير وعدمه، والصواب ضمه كما أكده صاحب التاج، فإن فتحت عينه خرج عن التصغير وغدا كالاسم السابق، والمعنى واحد.

## شخصيات تحمل الاسم
- عريب المأمونية (797 – 890)
- عريب بن سعيد القرطبي

## وصلات خارجية
- موسوعة السلطان قابوس لأسماء العرب نسخة محفوظة 5 أبريل 2019 على موقع واي باك مشين.